# Fox Lake (Illinois)
Fox Lake – wieś w hrabstwie Lake County w stanie Illinois, USA. Wieś położona w otoczeniu kilku niewielkich jezior, największe z nich to Fox Lake.

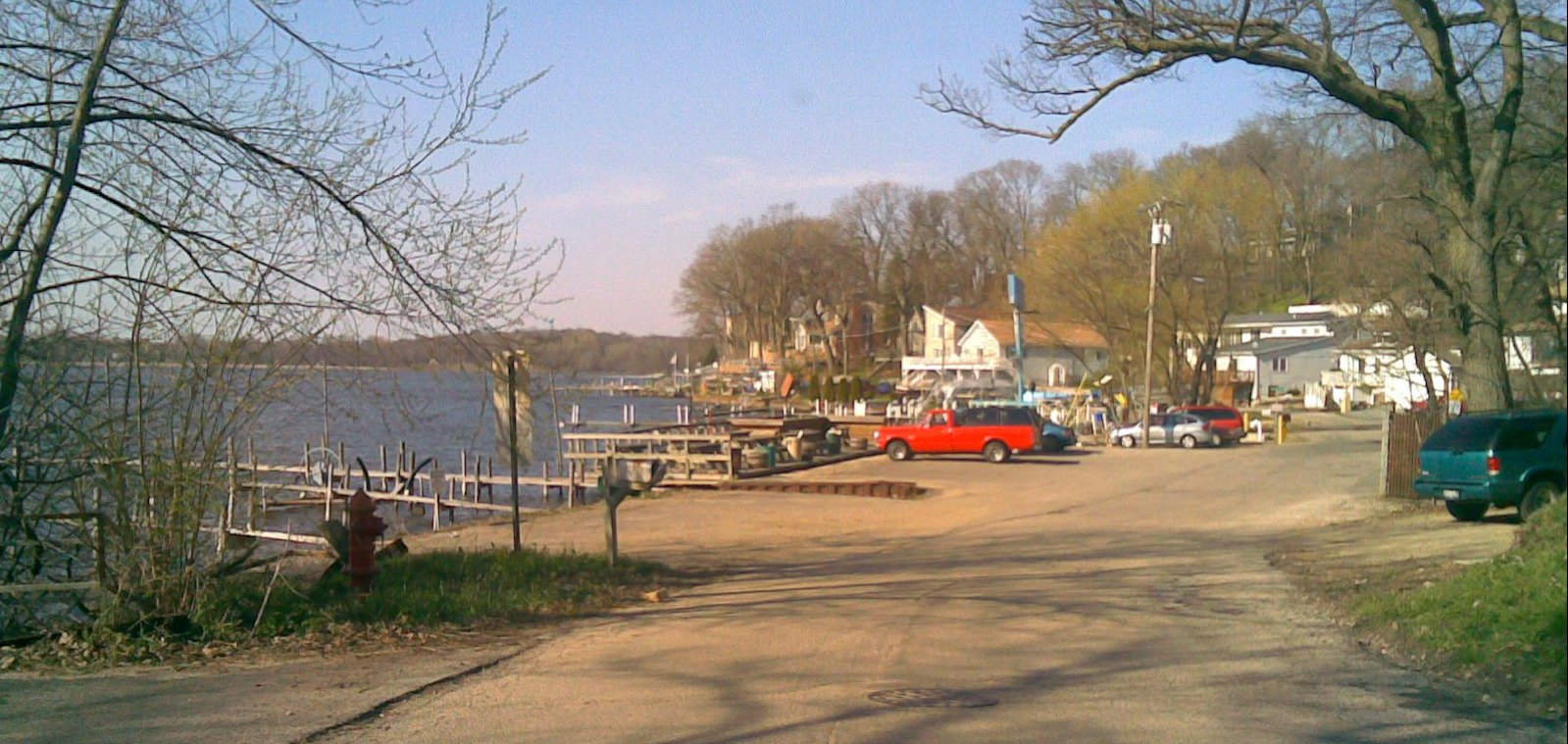
Fox Lake przy brzegu jeziora Fox Lake

## Demografia
Według danych z 2000 mieszkało 9178 ludzi, 4046 gospodarstw domowych i 2330 rodzin. Gęstość zaludnienia 482,1 osób/km².
Skład etniczny:
- Biali: 95,49%;
- Afroamerykanie: 0,76%;
- Rdzenni Amerykanie: 0,24%;
- Azjaci: 0,65%;
- inne: 2,8%.

Grupy wiekowe:
- 0 – 18 lat:  22,7%;
- 18 – 24 lat:  8,1%;
- 25 – 44 lat:  33,1%;
- od 45 wzwyż:  36,2%.